# Nålsumpskinn
Nålsumpskinn (Jaapia ochroleuca) är en svampart som först beskrevs av Giacopo Bresàdola, och fick sitt nu gällande namn av Nannf. & J. Erikss. 1953. Enligt Catalogue of Life ingår Nålsumpskinn i släktet Jaapia, ordningen Boletales, klassen Agaricomycetes, divisionen basidiesvampar och riket svampar, men enligt Dyntaxa är tillhörigheten istället släktet Jaapia, familjen Coniophoraceae, ordningen Boletales, klassen Agaricomycetes, divisionen basidiesvampar och riket svampar. Arten är reproducerande i Sverige. Inga underarter finns listade i Catalogue of Life.